# Гідрогеологія Таджикистану
У Таджикистані поширені пластові і тріщинні підземні води. Перші характерні для артезіанських басейнів (Афгано-Таджицький, Ферганський та ін.), складених відкладами мезозою і кайнозою, другі — для гідрогеол. масивів (площі гірських хребтів), утворених тріщинуватими г.п. протерозою і палеозою.
Підземні води четвертинних відкладів представлені водоносними горизонтами річкових долин і конусів винесення. У річкових долинах води безнапірні, питомі дебіти свердловин бл. 9 л/с. Води в осн. прісні, і лише в умовах повторного засолення до глиб. бл. 20 м мінералізація досягає 20 г/л.
У відкладах неогену, палеогену і мезозою підземні води утворюють водоносні комплекси. Води напірні, їх водовміст від 0,04-0,08 до 1 л/с, мінералізація 0,5-40 г/л, іноді до 500 г/л (хлоридні, натрієві і кальцієві розсоли, збагачені йодом, бромом і інш. компонентами). Підземні води гідрогеол. масивів г.ч. прісні з мінералізацією до 0,6 г/л, дебіти джерел 0,01-10 л/с.